# 性海寺 (稲沢市)
性海寺（しょうかいじ）は、愛知県稲沢市にある真言宗智山派の寺院。本尊は善光寺式阿弥陀三尊像。

## 歴史
寺伝によれば、弘仁年間（810年～824年）空海によって愛染明王を本尊として創建されたと伝えられ、治承年間（1177年～1181年）阿弥陀三尊像が安置されたという。建久年間（1190年～1199年）に長谷部源政が開基となり良敏が開山となって中興されたという。その後、北条時頼・足利尊氏・織田敏定・浅野長政・松平忠吉・徳川義直の庇護を受けた。稲沢市では、境内隣の5703平方メートルを大塚性海寺歴史公園として1992年（平成4年）に開園し、毎年6月1日頃から「稲沢あじさいまつり」を開催している。園内には、「伊豆の華」「カシワバアジサイ」「城ケ崎」など約90種1万株のあじさいがある。

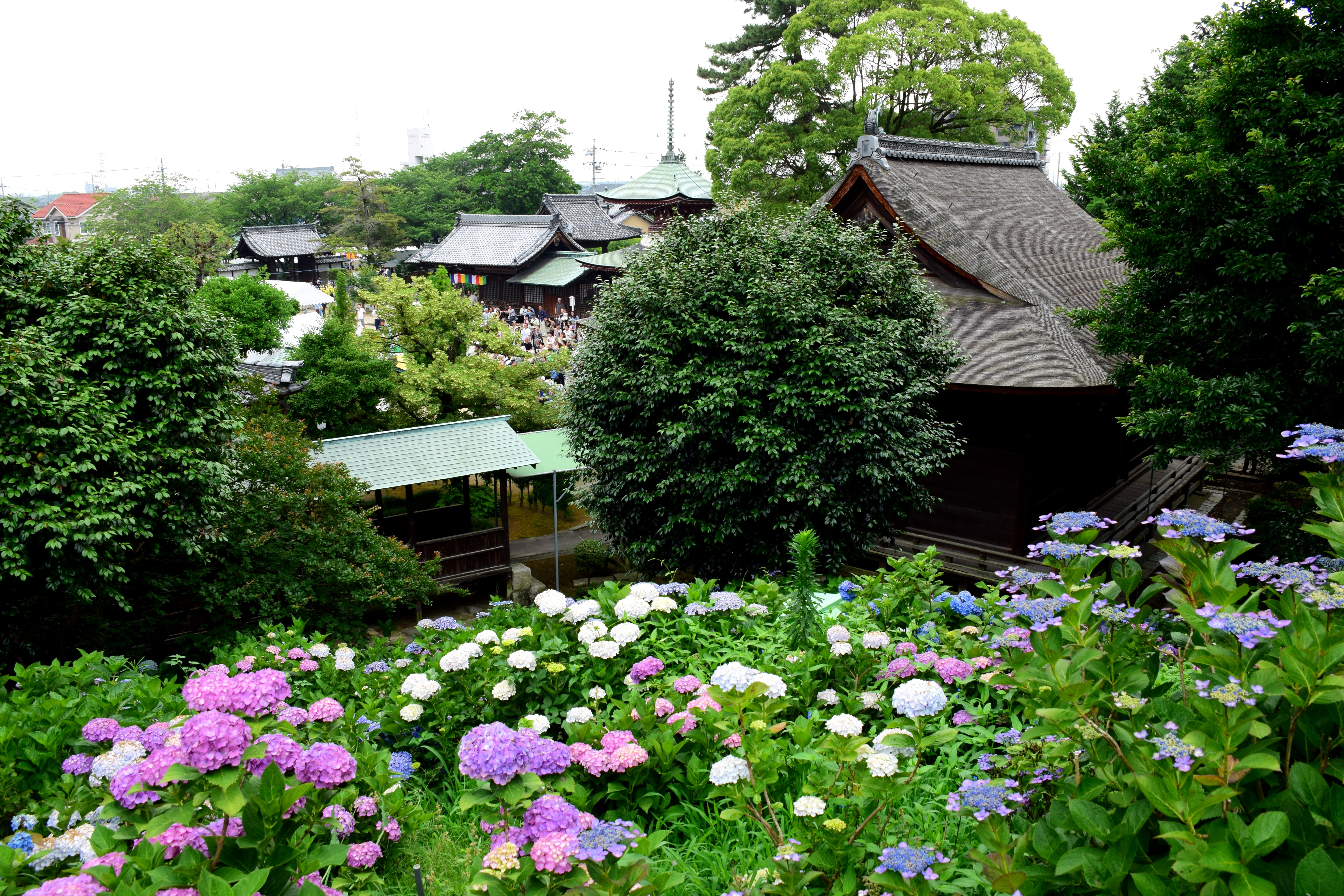
稲沢あじさいまつり
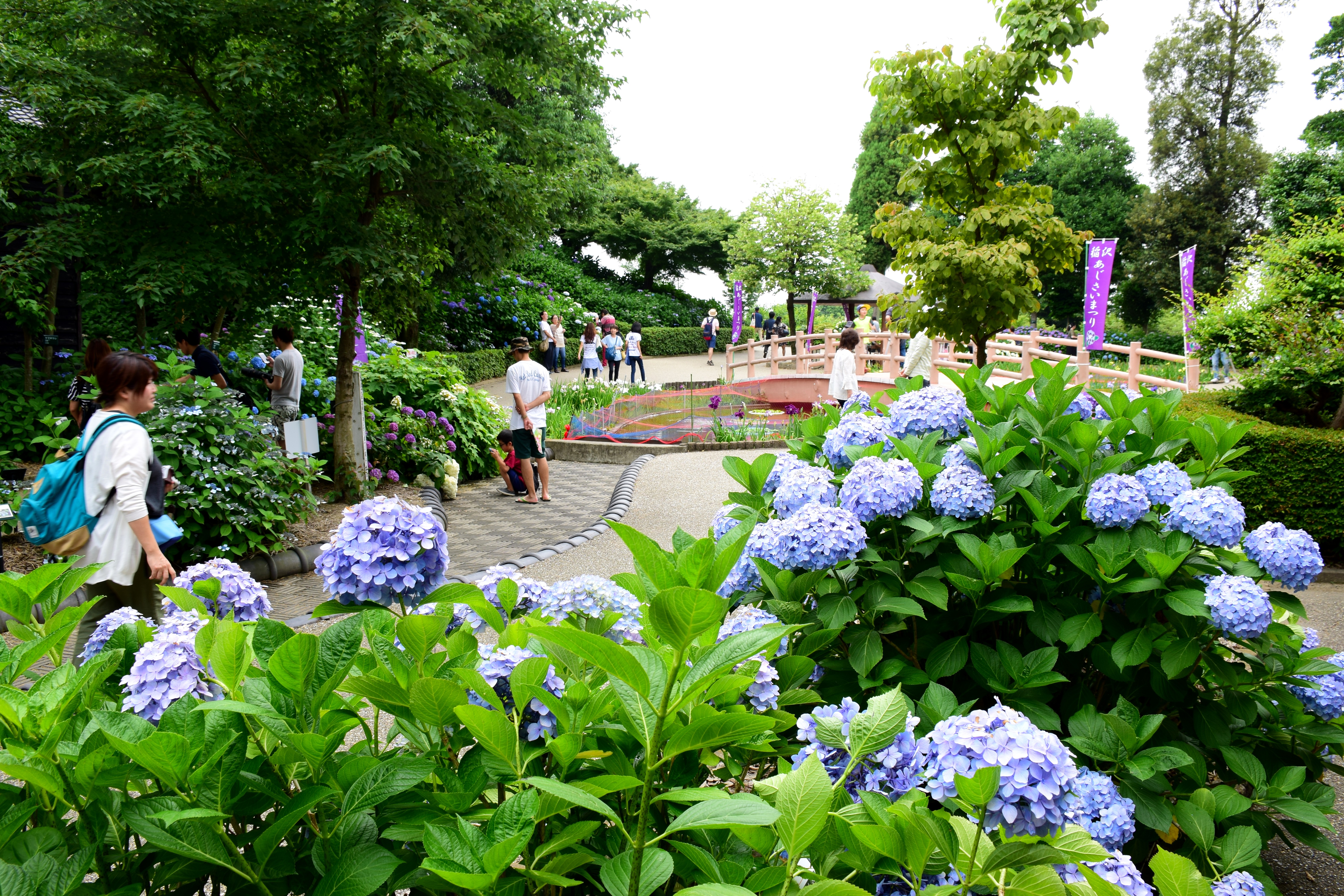
大塚性海寺歴史公園

## 文化財

### 重要文化財（国指定）
本堂
附：旧須弥壇擬宝珠4箇
慶安元年（1648年）の建立。入母屋造杮葺き、方三間で、正面向拝の屋根は唐破風造とする。近世の建物だが、内部の天井、須弥壇などには中世の部材が残されている。須弥壇には弘安4年（1281年）の墨書がある。
宝塔
本堂内に安置する、円筒形の塔身に宝形屋根を架けた形式の塔婆。本尊を安置する厨子として用いられており、高さ2.6メートルの小塔であるが、「建造物」として重要文化財に指定されている。須弥壇と同じく弘安4年（1281年）頃の建立と推定される。

多宝塔
室町時代、附:棟札３枚
木製漆塗彩色金銅種子装五輪塔（性海双円塔）
附：塔内納入品一括（明細は後出）
高さ48.7センチメートルの五輪塔。色漆と顔料で五色に彩色し、その上に金銅製の種子（梵字）を貼り付ける。解体修理に伴い、内部から能作生珠（のうさしょうしゅ）などの納入品が発見され、納入文書の記載から塔は弘安8年（1283年）の作と判明した。

### 愛知県指定文化財
- 木造阿弥陀如来坐像
- 木造南無仏太子像
- 絹本著色三千仏図
- 絹本著色文殊菩薩像
- 絹本著色良敏上人像
- 絹本著色歓喜天像
- 木造黒漆塗舎利厨子
- 竹製華籠（けこ）19枚 - 附：黒漆塗櫃
- 理趣経板木 4枚
- 灌頂道具 - 2022年（令和4年）1月28日指定[3]。

### 稲沢市指定文化財

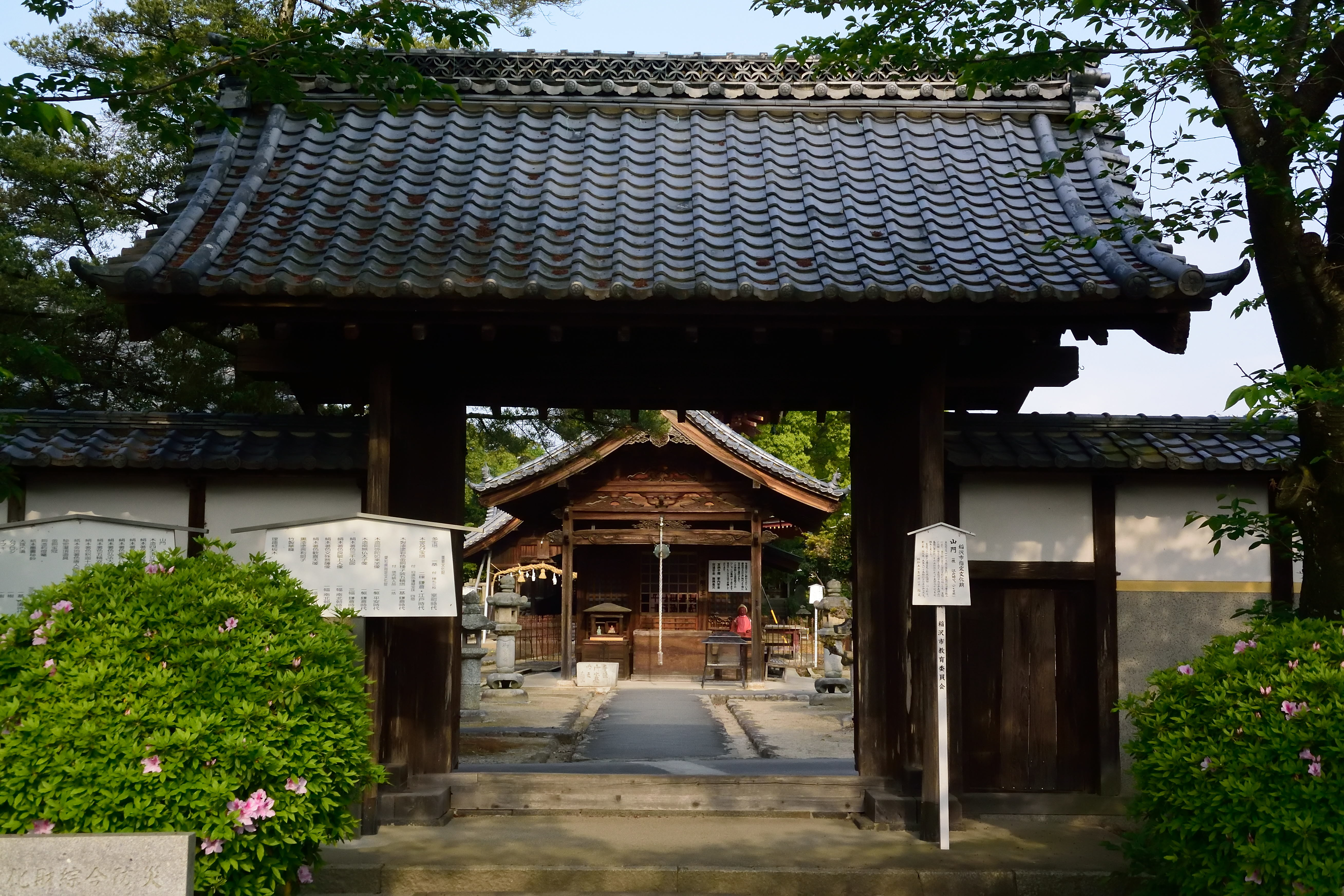
山門

- 山門
- 木造四天王立像
- 絹本著色両界曼荼羅図
- 絹本著色真言八祖像
- 絹本著色弘法大師像
- 絹本著色五輪双円塔
- 絹本著色愛染明王像
- 絹本著色釈迦十六善神像
- 紙本金地著色唐人物図屏風
- 銅造釣燈篭
- 紙本墨書秘鈔33巻
- 大塚古墳（史跡）
- ムクロジ（天然記念物）
- イブキ（天然記念物）